# Orlovka (Mordòvia)
|  | Per a altres significats, vegeu «Orlovka». |

Orlovka (en rus: Орловка) és un poble de la República de Mordòvia, a Rússia, segons el cens del 2010 tenia un habitant, pertany al municipi d'Atiàixevo.